# Fabrika
Fabrika (ros. Фабрика) – rosyjskie żeńskie trio.
Pierwotnie w skład zespołu wchodziły: Sati Kazanowa, Irina Toniewa, Aleksandra Sawieliewa i Marija Alalykina. Grupa zajęła 2. miejsce w pierwszej edycji rosyjskiej "Fabryki gwiazd". Po nakręceniu pierwszego teledysku Maria Alalykina opuściła zespół, żeby kontynuować studia. W maju 2010 Sati Kazanowa opuściła grupę, a jej miejsce zajęła Jekaterina Li.
W lipcu 2010 roku zespół wystąpił gościnnie na Festiwalu Piosenki Rosyjskiej w Zielonej Górze. W styczniu 2014 Jekaterina Li potwierdziła opuszczenie grupy, z powodu urazu, którego doznała podczas kręcenia teledysku Nie rodis krasiwaj. Igor Matwienko, producent grupy Fabrika, postanowił przenieść jedną z wokalistek grupy Mobilnyje Blandinki, Antoninę Klimienko, do grupy Fabrika. Po miesiącu jednak z powrotem przeniósł Antoninę, a jej miejsce zajęła Aleksandra Popowa, która brała udział w "Chcę być w VIA Grze". Zapowiada się, że jak tylko Jekaterina Li wróci do zdrowia, to również wróci do zespołu, zatem Sasza Popowa jest tylko na okres rehabilitacji.
Od lutego 2014 w oficjalny skład zespołu wchodzą: Irina Toniewa, Aleksandra Sawieliewa i Aleksandra Popowa.

## Składy
| Okres                | Skład         | Skład              | Skład                 | Skład            |
| -------------------- | ------------- | ------------------ | --------------------- | ---------------- |
| 12.2002 – 06.2003    | Irina Toniewa | Sati Kazanowa      | Aleksandra Sawieliewa | Marija Ałałykina |
| 06.2003 – 05.2010    | Irina Toniewa | Sati Kazanowa      | Aleksandra Sawieliewa |                  |
| 05.2010 – 01.2014    | Irina Toniewa | Jekaterina Li      | Aleksandra Sawieliewa |                  |
| 01.2014 – 02.2014    | Irina Tonewa  | Antonina Klimienko | Aleksandra Sawieliewa |                  |
| 02.2014 – 01.2019    | Irina Toniewa | Aleksandra Popowa  | Aleksandra Sawieliewa |                  |
| 01.2019 – 10.2019    | Irina Toniewa | Aleksandra Popowa  | Antonina Klimienko    |                  |
| od października 2019 | Irina Toniewa | Aleksandra Popowa  | Marija Gonczaruk      |                  |

## Dyskografia

### Albumy
- 2003 – Девушки фабричные (Diewuszki Fabricznyje)
- 2008 – Мы Такие Разные (My takie raznyje)

### Teledyski
| Rok  | Klip                       | Skład                                                               | Reżyser                |
| ---- | -------------------------- | ------------------------------------------------------------------- | ---------------------- |
| 2003 | Pro Lubow                  | Irina Toniewa, Aleksandra Saweliewa, Sati Kazanowa, Maria Ałałykina | Fiodor Bondarczuk      |
| 2003 | Morie zawiot               | Irina Toniewa, Aleksandra Saweliewa, Sati Kazanowa                  | Fiodor Bondarczuk      |
| 2003 | Diewuszki Fabrycznyje      | Irina Toniewa, Aleksandra Saweliewa, Sati Kazanowa                  | Fiodor Bondarczyk      |
| 2004 | Rybka                      | Irina Toniewa, Aleksandra Saweliewa, Sati Kazanowa                  | Gleb Orłow             |
| 2005 | Nie winowataja ja          | Irina Toniewa, Aleksandra Saweliewa, Sati Kazanowa                  | Fiodor Bondarczuk      |
| 2006 | Romantika                  | Irina Toniewa, Aleksandra Saweliewa, Sati Kazanowa                  | Wiktor Priduwalow      |
| 2007 | Zażigajut ogonki           | Irina Toniewa, Aleksandra Saweliewa, Sati Kazanowa                  | Wladimir Jakimenko     |
| 2008 | My takie raznyje           | Irina Toniewa, Aleksandra Saweliewa, Sati Kazanowa                  | Fiodor Bondarczuk      |
| 2010 | Ali baba                   | Irina Toniewa, Aleksandra Saweliewa, Jekaterina Li                  | Jewgienij Kuricyn      |
| 2010 | Ja tebia zaceluju          | Irina Toniewa, Aleksandra Saweliewa, Jekaterina Li                  | Marat Adielszyn        |
| 2011 | Ostanowki                  | Irina Toniewa, Aleksandra Saweliewa, Jekaterina Li                  | Jewgienij Kuricyn      |
| 2012 | Filmy o liubwi             | Irina Toniewa, Aleksandra Saweliewa, Jekaterina Li                  | Alan Badojew           |
| 2012 | Ona eto ja                 | Irina Toniewa, Aleksandra Saweliewa, Jekaterina Li                  | Aleksandr Seliwierstow |
| 2013 | Nie rodis krasiwoj         | Irina Toniewa, Aleksandra Saweliewa, Jekaterina Li                  | Marat Adielszyn        |
| 2015 | Sekret                     | Irina Toniewa, Aleksandra Saweliewa, Aleksandra Popowa              | Marat Adielszyn        |
| 2016 | A ja za taboj              | Irina Toniewa, Aleksandra Saweliewa, Aleksandra Popowa              | Dmitrij Zaglad'ko      |
| 2017 | Polubiła                   | Irina Toniewa, Aleksandra Saweliewa, Aleksandra Popowa              | Dmitrij Zaglad'ko      |
| 2017 | Baboczki                   | Irina Toniewa, Aleksandra Saweliewa, Aleksandra Popowa              | Kirił Safonow          |
| 2018 | Wowa wowa                  | Irina Toniewa, Aleksandra Saweliewa, Aleksandra Popowa              | Marat Adielszyn        |
| 2018 | Mogła kak mogła            | Irina Toniewa, Aleksandra Saweliewa, Aleksandra Popowa              | Siergiej Grej          |
| 2019 | Po mostu (z zespołem Lube) | Irina Toniewa, Aleksandra Saweliewa, Aleksandra Popowa              | Oleg Asadulin          |